# Francesco Aloisio
Francesco Aloisio (L'Aquila, 2 settembre 1947) è un medico e politico italiano.

## Biografia
Nato all'Aquila nel 1947, conseguì la laurea in medicina e chirurgia, esercitando la professione di medico chirurgo. Entrato in politica nelle file del Partito Comunista Italiano, alle elezioni amministrative del 1990 fu eletto al Consiglio comunale aquilano, carica ricoperta fino allo scioglimento anticipato della consiliatura nel 1993. Intanto, allo scioglimento del PCI nel 1991, aderì al Partito Democratico della Sinistra.
Si candidò senza successo alla Camera dei deputati in occasione delle elezioni politiche del 1992 nella circoscrizione L'Aquila-Pescara-Chieti-Teramo, ottenendo 6 501 preferenze. Due anni dopo, alle elezioni del 1994, fu eletto deputato per la XII legislatura sotto le insegne dei Progressisti, nel collegio uninominale dell'Aquila; venne riconfermato alle successive elezioni del 1996 per la XIII legislatura. Nel 1998, con lo scioglimento del PDS, aderì ai Democratici di Sinistra e nel 2001 terminò il proprio mandato parlamentare.